# Physcia poncinsii
Physcia poncinsii är en lavart som beskrevs av Hue. Physcia poncinsii ingår i släktet Physcia och familjen Physciaceae.   Inga underarter finns listade i Catalogue of Life.